# Vänsterpartiets partiledarval 2012
Vänsterpartiets partiledarval 2012 hölls den 5-6 januari 2012 på Vänsterpartiets kongress för att välja partiets nya partiledare samt besluta om partiet ska ha delat partiledarskap. 
Kongressen röstade för valberedningen förslag att välja Jonas Sjöstedt till ny partiledare och i linje med partistyrelsen som avsåg att behålla en partiledare.

## Bakgrund
Den 10 december 2011 föreslog Vänsterpartiets valberedning Jonas Sjöstedt som ny partiledare.

## Kandidater
| Namn              | Född                                       | Bakgrund                                                                       | Tillkännagivande | Ref.  |
| ----------------- | ------------------------------------------ | ------------------------------------------------------------------------------ | ---------------- | ----- |
| Jonas Sjöstedt    | 25 december 1964 (47 år) Göteborg, Sverige | Ledamot av Sveriges riksdag (2010–), Ledamot av Europaparlamentet (1995–2006). | 5 juli 2011      | [ 2 ] |
| Rossana Dinamarca | 2 januari 1974 (38 år) Santiago, Chile     | Vice partiordförande (2011–), Ledamot av Sveriges riksdag (1999, 2002–).       | 17 augusti 2011  | [ 3 ] |

### Kandidater som drog tillbaka sin kandidatur under kongressen
| Namn           | Född                                    | Bakgrund                             | Tillkännagivande | Tillbakadragande | Ref.        |
| -------------- | --------------------------------------- | ------------------------------------ | ---------------- | ---------------- | ----------- |
| Ulla Andersson | 4 januari 1963 (49 år) Bollnäs, Sverige | Ledamot av Sveriges riksdag (2006–). | 6 juli 2011      | 5 januari 2012   | [ 4 ] [ 5 ] |

### Kandidater som drog tillbaka sin kandidatur före kongressen
| Namn       | Född                                      | Bakgrund                                                                     | Tillkännagivande | Tillbakadragande | Ref.        |
| ---------- | ----------------------------------------- | ---------------------------------------------------------------------------- | ---------------- | ---------------- | ----------- |
| Hans Linde | 4 februari 1979 (32 år) Klågerup, Sverige | Ledamot av Sveriges riksdag (2006–), Gruppledare för Vänsterpartiet (2010–). | 4 augusti 2011   | 10 december 2011 | [ 6 ] [ 1 ] |

### Politiska positioner
| Kandidat          | Delat partiledarskap |
| ----------------- | -------------------- |
| Ulla Andersson    | Ja                   |
| Rossana Dinamarca | Nej                  |
| Hans Linde        | Nej                  |
| Jonas Sjöstedt    | Ja                   |

## Beslut från distrikten
Nedan presenteras besluten som Vänsterpartiets 25 partidistrikt fattade gällande nomineringar till partiledare samt frågan om delat partiledarskap.
| [ 8 ]           | Partiledarkandidater | Partiledarkandidater | Partiledarkandidater | Partiledarkandidater | Partiledarkandidater                                                | Delat partiledarskap | Delat partiledarskap | Delat partiledarskap           |
| Partidistrikt   | Ulla Andersson       | Rossana Dinamarca    | Hans Linde           | Jonas Sjöstedt       | Anm.                                                                | Ja                   | Nej                  | Anm.                           |
| --------------- | -------------------- | -------------------- | -------------------- | -------------------- | ------------------------------------------------------------------- | -------------------- | -------------------- | ------------------------------ |
| Bohuslän        | -                    | -                    | -                    |                      | Avstod från att nominera en kvinnlig kandidat på grund av oenighet. | Ja                   | -                    | -                              |
| Blekinge        | -                    | -                    | -                    | -                    | Avstod från nomineringar.                                           | -                    | -                    | -                              |
| Dalarna         | ()                   | -                    | -                    |                      | 1. Jonas Sjöstedt 2. Ulla Andersson                                 | Ja                   | -                    | -                              |
| Gotland         |                      |                      |                      |                      | Nominerade samtliga kandidater.                                     | Ja                   | -                    | -                              |
| Gävleborg       |                      | -                    | -                    | -                    | -                                                                   | -                    | Nej                  | -                              |
| Göteborg        | -                    |                      | -                    | ()                   | 1. Rosanna Dinamarca 2. Jonas Sjöstedt                              | Ja                   | -                    | -                              |
| Halland         |                      |                      |                      |                      | Nominerade samtliga kandidater.                                     | Ja                   | -                    | -                              |
| Jämtland        | -                    | -                    | -                    | -                    | Avstod från nomineringar.                                           | -                    | -                    | -                              |
| Jönköping       | -                    | -                    | -                    | -                    | Avstod från nomineringar.                                           | -                    | -                    | -                              |
| Kalmar          | ()                   | -                    | -                    |                      | 1. Jonas Sjöstedt 2. Ulla Andersson                                 | -                    | -                    | Oense i frågan.                |
| Kronoberg       | -                    | -                    | -                    | -                    | Avstod från nomineringar.                                           | Ja                   | -                    | -                              |
| Norrbotten      | -                    | -                    | -                    | -                    | Avstod från nomineringar.                                           | -                    | -                    | -                              |
| Skaraborg       | ()                   | -                    | -                    |                      | 1. Jonas Sjöstedt 2. Ulla Andersson                                 | Ja                   | -                    | -                              |
| Skåne           | -                    |                      | -                    | ()                   | 1. Rosanna Dinamarca 2. Jonas Sjöstedt                              | Ja                   | -                    | -                              |
| Stockholm       | -                    | -                    |                      | -                    | -                                                                   | -                    | -                    | -                              |
| Södermanland    | ()                   | -                    | -                    |                      | 1. Jonas Sjöstedt (2. Ulla Andersson)                               | -                    | -                    | Ledarskapsfrågan inte avgjord. |
| Uppsala         |                      | -                    | -                    |                      | -                                                                   | Ja                   | -                    | -                              |
| Värmland        | -                    | -                    | -                    |                      | -                                                                   | -                    | Nej                  | -                              |
| Västerbotten    | -                    | -                    | -                    |                      | -                                                                   | -                    | -                    | -                              |
| Västernorrland  | -                    | -                    | -                    |                      | -                                                                   | -                    | -                    | -                              |
| Västmanland     |                      | -                    | -                    |                      | -                                                                   | Ja                   | -                    | -                              |
| Västra Götaland |                      | -                    | -                    |                      | -                                                                   | Ja                   | -                    | -                              |
| Älvsborg        | -                    | -                    | -                    |                      | -                                                                   | -                    | -                    | -                              |
| Örebro          | ()                   | -                    | -                    |                      | 1. Jonas Sjöstedt (2. Ulla Andersson)                               | -                    | Nej                  | -                              |
| Östergötland    | -                    |                      | -                    | -                    | -                                                                   | Ja                   | -                    | -                              |
| Totalt          | 6 (11)               | 5                    | 3                    | 15 (17)              |                                                                     | 12                   | 3                    |                                |